# 砂輪

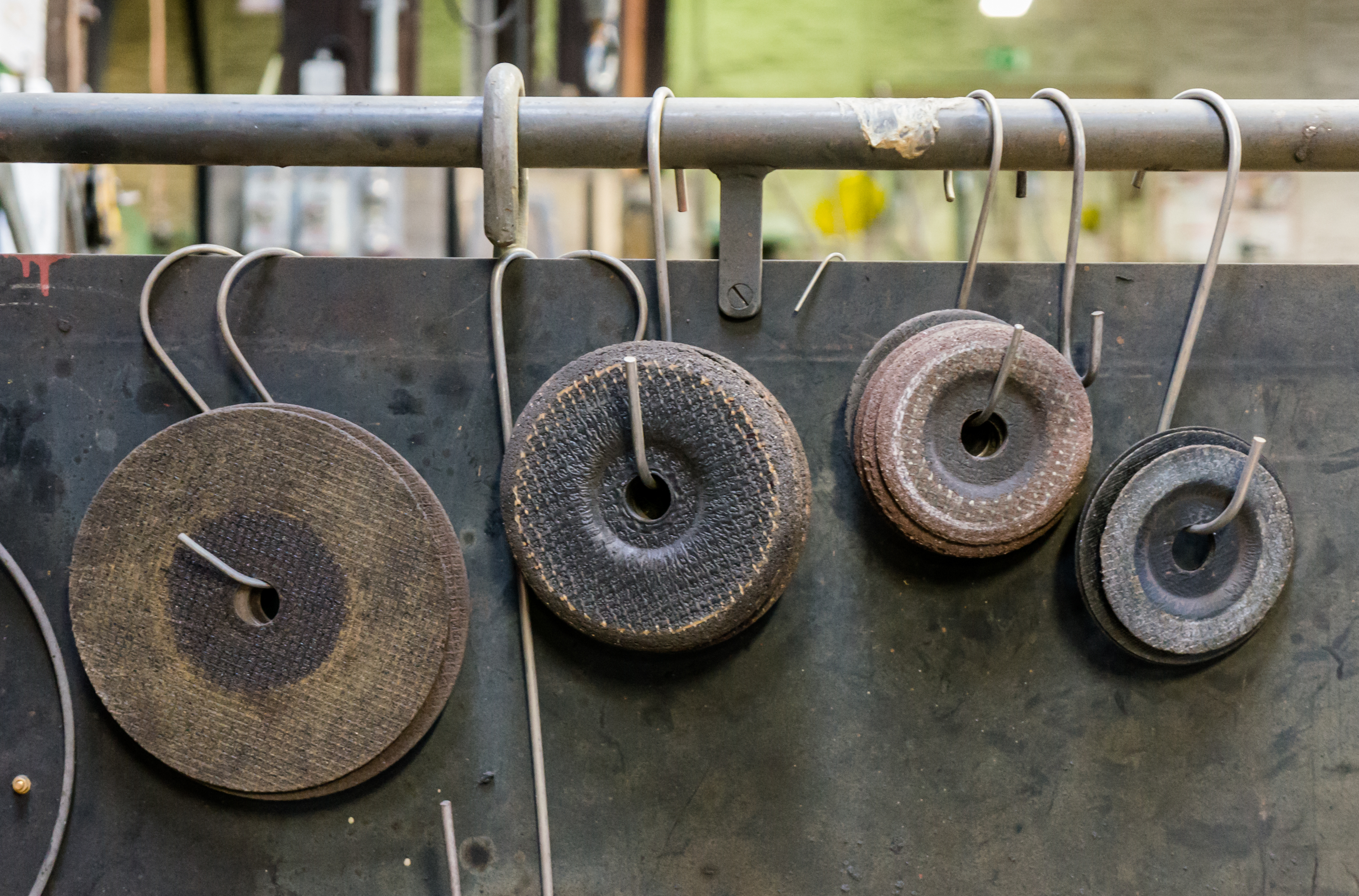
砂輪

砂輪是一種由磨料組成的工具，可用於在磨床上進行磨削和磨料加工操作。砂輪多半是由粗顆粒的磨料化合物黏合在一起形成的一個固體的圓形物體，可根據車輪的用途挑選各種型材和橫截面；也可以是由磨料與實心鋼或鋁盤鍵合而成的表面顆粒。

## 工作原理
砂轮的工作原理是通过高速旋转，借由砂轮外緣表面的坚硬、锐利且耐溫的小磨粒连续在工件表面切削磨除，可以不断地自生銳利顆粒與磨屑空隙（氣孔），以消除磨损的影响，持续對工件表面做磨削工作。
三大要素：磨粒、結合劑、氣孔。
五大特點：磨粒的材料、磨粒的尺寸、磨粒的大小、結合劑特性、硬度。

### 原料
- 氧化鋁 Aluminium oxide 化學式 Al2O3
- 碳化矽 silicon carbide，carborundum 化學式Sic
- 天然鑽石、人造鑽石 D、SD、SDC
- 立方氮化硼 CBN、CB

實際的磨料選擇，應根據被研削的
1.工件之硬度(材質)
2.工件之大小
3.研磨的方式

### 磨粒的尺寸
從16（粗）到 10000（細），確定砂輪的磨粒的物理尺寸。較粗的晶粒研磨速度越快，允許快速切割，但表面光潔度差。超細晶粒尺寸精度表面光潔優。一般粗磨使用16#到46#，中磨使用60#到120#，細磨使用150#到220#，超過220#以上屬於拋光研磨。

### 磨粒的密度
間距或結構，從1（最密集）至16（密度最小）。密度是鏈結磨料的與結合劑之空氣空間的比例。一個不太密集的砂輪，對表面光潔度有很大的影響。

### 結合劑特性
影響光潔度，冷卻液和最小/最砂輪速度。
| 种类（代号）  | 性能                                                                             | 用途                                                       |
| ------------- | -------------------------------------------------------------------------------- | ---------------------------------------------------------- |
| 陶瓷（V）     | 耐热性、耐腐蚀性好、气孔率大、易保持轮廓、無弹性                                 | 应用广泛，适用于磨齿轮、磨螺纹等                           |
| 矽酸鹽（S）   | 又稱水玻璃。主要用於刀具磨削、大砂輪不能產生熱的砂輪、單位時間內磨切量多時用之。 |                                                            |
| 人造樹脂（B） | 强度高、弹性大、耐冲击、坚固性和耐热性差、气孔率小                               | 适用于薄片砂轮，用于磨槽、切割等                           |
| 氧化鎂（OM）  | 一般使用在快速移除，且移除量大之刀具研磨                                         | 例如：美髮剪、菜刀、園藝剪、板手韌口之開槽。               |
| 橡膠（R）     | 强度和弹性更高、气孔率小、耐热性差、磨粒易脱落                                   | 适用于无心磨的砂轮和导轮、开槽和切割的薄片砂轮、抛光砂轮等 |
| 金屬（M）     | 韧性和成形性好、强度大、但自锐性差                                               | 可制造各种金刚石磨具                                       |

### 硬度
從A（軟）到 Z（硬），

### 影響打磨的因素
車輪轉速，冷卻液流量，最大和最小進給率，磨削深度等

## 類型

### 直輪
直輪是迄今為止最常見的款式輪轂，常用在桌上型砂輪機或磨床。它們被用來研磨微凹的表面的部分。
直鏈輪一般用於圓柱形、無心和表面的磨削操作。
 （页面存档备份，存于）

### 筒狀
直杯形砂輪，杯形砂輪的替代工具和刀具磨床。

## 使用

### 自銳 (Grinding dresser)
當砂輪自銳化到無法研磨的程度，就可以使用砂輪修整器研磨修整。除去當前層的磨料，使新鮮和鋒利的表面暴露於工作表面上。

## 延伸閲讀
- 相關法例